# 許世賢
許 世賢（シュー・シーシェン、きょ せけん、1908年4月1日 – 1983年6月30日）は台湾の政治家・医師である。台湾で初めて博士号を取得した女性であり、台湾で最初の女性市長、女性市議会議員、女性高等学校長でもある。また、日本で3人目の女性医師である。

## 経歴
1908年4月1日に台南庁（現台南市）で生まれた。父親の許煥章は、清王朝の学者を務めた。日本統治時代の台湾に生まれた世賢は、幼い頃から植民地主義に反対した。
台南州立高等女学校（現国立台南女子高級中学）を経て、東京女子医科大学に入学した。学生時代は、天皇誕生日を認めることを拒否し、泉漳語を話す人を擁護した。卒業後、台湾に戻り、台南州立台南病院に就職した。
1933年に嘉義市出身の張進通と結婚した。夫婦は九州帝国大学（現九州大学）医学部に進学し、産婦人科学を専門とした。1939年に、医学の博士号を取得し、台湾で初めて博士号を取得した女性となり、「鴛鴦医師」と呼ばれた。また、日本で3人目の女性医師でもあった。1940年、夫と共に嘉義市に病院を設立した。
1945年に中国国民党に加わり、後に台湾省議会に選出されたが、汚職問題をめぐって党から3回撤退しようとした。1957年4月に無所属候補者として台湾省議会に再選された。中国地方自治研究会に参加したため、1958年に国民党から正式に追放された。議員として与党に厳しい質問をすることで知られるようになり、台湾生まれの6人の州議会議員の1人であり、五龍一鳳と呼ばれた。
1960年、雷震と協力して中国民主党を設立したが、雷震はその後まもなく逮捕された。世賢は1961年1月に党外運動に参加し、無所属候補者のキャンペーンチームを調整した。
1968年に嘉義市長に選出され、台湾で最初の女性市長となった。市長任期が1972年に終わりまでに、国民党は許世賢が2期目に出馬することを年齢制限で違法にした。代わりに、立法院の議席を目指し、1972年12月の選挙で投票総数が最も多かった。1981年に辞任し、年齢制限が解除されたため、2度目の嘉義市長キャンペーンを開始した。1983年6月30日に嘉義市長在任中に亡くなった。
娘の張文英と張博雅は、後に嘉義市長を務めた。
2014年、許世賢を偲ぶ博物館が開業した。